# Sobasina
Sobasina Simon, 1908 è un genere di ragni appartenente alla famiglia Salticidae.

## Caratteristiche
Le specie di questo genere hanno una certa somiglianza con le formiche, ad eccezione di S. paradoxa che di aspetto somiglia ad un coleottero.

## Distribuzione
Delle 14 specie oggi note di questo genere, 13 sono state rinvenute in Oceania: quattro specie sono endemiche delle Isole Figi e quattro delle Isole Salomone. Una sola specie, la S. sylvatica, è stata reperita in Malaysia.

## Tassonomia
A giugno 2011, si compone di 14 specie:
- Sobasina alboclypea Wanless, 1978 — Isole Salomone
- Sobasina amoenula Simon, 1898[2] — Isole Salomone
- Sobasina aspinosa Berry, Beatty & Prószynski, 1998 — Isole Figi
- Sobasina coriacea Berry, Beatty & Prószynski, 1998 — Isole Caroline
- Sobasina cutleri Berry, Beatty & Prószynski, 1998 — Isole Figi
- Sobasina hutuna Wanless, 1978 — Isola Rennell (Isole Salomone)
- Sobasina magna Berry, Beatty & Prószynski, 1998 — Isole Tonga
- Sobasina paradoxa Berry, Beatty & Prószynski, 1998 — Isole Figi
- Sobasina platypoda Berry, Beatty & Prószynski, 1998 — Isole Figi
- Sobasina scutata Wanless, 1978 — Arcipelago delle Bismarck
- Sobasina solomonensis Wanless, 1978 — Isole Salomone
- Sobasina sylvatica Edmunds & Prószynski, 2001 — Malesia
- Sobasina tanna Wanless, 1978 — Nuove Ebridi
- Sobasina yapensis Berry, Beatty & Prószynski, 1998 — Isole Caroline